# Trương Huân (tướng đuôi sam)
Trương Huân (giản thể: 张勋; phồn thể: 張勳; bính âm: Zhāng Xūn; 16 tháng 9 năm 1854 - 11 tháng 9 năm 1923), tự Thiếu Hiên (少軒), hiệu Tùng Thọ Lão nhân (號松壽老人), là một tướng lĩnh bảo hoàng, trung thành với nhà Thanh trong thời kỳ triều đại này sụp đổ sau Cách mạng Tân Hợi. Năm 1917, ông từng có những nỗ lực khôi phục ngôi vị cho Phổ Nghi, vị hoàng đế cuối cùng của nhà Thanh vốn đã thoái vị năm 1912, nhưng chỉ được 12 ngày trước khi bị quân phiệt Đoàn Kỳ Thụy đánh đuổi khỏi Bắc Kinh.

## Xuất thân võ tướng nhà Thanh
Ông nguyên danh là Trương Hòa (张和), sinh ngày 16 tháng 9 năm 1854, người huyện Phụng Tân, tỉnh Giang Tây (Trung Quốc). Cha mẹ Trương mất sớm, ông được thân tộc giúp đỡ đến khi trưởng thành. Năm 1884, ông đến nhập ngũ tại Trường Sa (Hồ Nam), từng theo quân tham chiến trong Chiến tranh Pháp-Thanh tại Quảng Tây. Binh nghiệp thăng tiến, ông lên đến chức Tham tướng, bộ thuộc của Đề đốc Quảng Tây Tô Nguyên Xuân.
Năm 1894, Chiến tranh Thanh – Nhật bùng nổ, Trương theo Đề đốc Tứ Xuyên Tống Khánh đến Phụng Thiên. Năm 1895, ông theo Viên Thế Khải, được bổ nhiệm làm Quản đới của Công trình doanh của Tân kiến Lục quân vừa được thành lập, rồi Hành doanh Trung quân, theo Viên Thế Khải đến trấn áp Phong trào Nghĩa Hòa Đoàn ở Sơn Đông. Năm 1899, Trương đương thăng chức Tổng binh.
Năm 1901, Trương được triều đình điều về Bắc Kinh, giữ chức Túc vệ Đoan Môn Ngự tiền hộ vệ, đảm nhiệm chức quan thị vệ cho Từ Hy Thái hậu và Quang Tự đế. Năm 1909, hoàng đế Tuyên Thống đăng cơ, Trương được thăng lên làm Đề đốc Giang Nam, giữ nhiệm vụ cai quản tuần phòng khu vực từ Giang Tô đến Nam Kinh.
Đầu năm 1910, Tân quân ở Quảng Châu nổi dậy. Trương được triều đình giao nhiệm vụ trấn thủ Giang - Ninh (Giang Tô - Nam Kinh), chỉ huy Lục quân Đệ cửu trấn Tân quân (tương đương sư đoàn) đối kháng quân cách mạng. Triều đình cũng phong cho Trương làm Tuần phủ Giang Tô kiêm thự Lưỡng Giang Tổng đốc, Nam Dương Đại thần.
Đầu năm 1911, trước áp lực cách mạng, triều đình nhà Thanh bắt buộc canh tân, bãi bỏ việc bắt buộc phải cạo đầu thắt bím, tuyên bố "Thính quân dân tự tiện" (lắng nghe tiếng nói của dân và quân). Trương dâng biểu trung thành với triều đình, tuyên bố vẫn giữ bím tóc cùng với lực lượng Định Vũ quân bản bộ. Người đương thời gọi Trương là "Biện soái" và quân bản bộ của Trương là "Biện tử quân" ("biện" có nghĩa là bím tóc).

## Tướng quân bảo hoàng
Ngày 10 tháng 10 năm 1911, Khởi nghĩa Vũ Xương nổ ra, nhanh chóng phát triển thành Cách mạng Tân Hơi phản Thanh trên toàn quốc. Ngày 26 tháng 12, Trương dẫn hơn 3.000 quân bản bộ, sau đó nhập thêm 3.000 bộ binh, 300 kỵ binh quân Thanh ở Sơn Đông, cùng với An Huy Bố chính sứ kiêm Hội biện Hà Nam Quân vụ Nghê Tự Xung, hội quân tiến đánh Nam Kinh. Ngày 22 tháng 1 năm 1912, Trương suất quân công chiếm Dĩnh Châu, Hu Dị, Bạc Châu, Tú Thiên, Chính Dương quan, Túc Châu, Cố Trấn, Thọ Châu. Tuy nhiên, đến ngày 3 tháng 2, quân cách mạng đánh bại quân Trương Huân, thừa thế truy kích, đuổi Trương chạy về đến Tế Nam.
Tuy nhiên, thế lực quân Bắc Dương dưới quyền thống lãnh của Viên Thế Khải vẫn còn rất mạnh. Là một kẻ đầy tham vọng, Viên làm áp lực buộc Thanh triều phong cho ông ta chức vụ Nội các Tổng lý đại thần, rồi bí mật thương lượng với phe cách mạng để nhắm đến ngôi vị nguyên thủ quốc gia. Là một võ quan của nhà Thanh, Trương một lòng ủng hộ Viên để trấn áp quân cách mạng, mà hoàn toàn không biết được âm mưu của Viên.

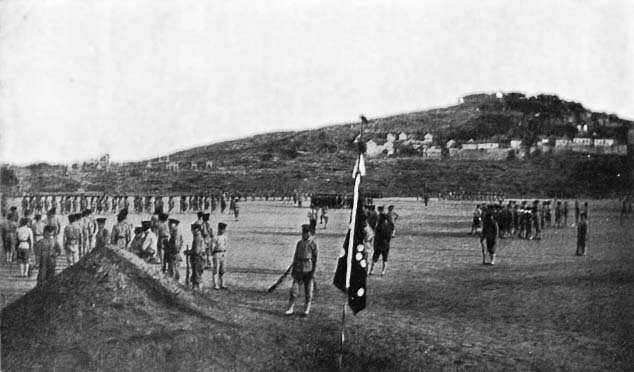
Quân đội của Trương Huân ở Từ Châu năm 1917.

Năm 1913, sau khi Viên Thế Khải nhậm chức Đại tổng thống, quân Định Vũ bản bộ của Trương được cải xưng thành "Võ Vệ tiền quân", đồn trú tại Duyện Châu. Mặc dù vậy, Trương vẫn tỏ ý trung thành với nhà Thanh, tuyệt đối cấm bộ thuộc cắt bỏ đuôi sam. Khi quân cách mạng nổi dậy chống Viên, Trương được điều động đi Giang Ninh trấn áp, đã tàn sát rất nhiều dân chúng. Để chiêu dụ Trương làm vây cách, Viên đã thăng thưởng Trương là Định Võ Thượng tướng quân, nhậm Giang Tô Đốc quân, sau chuyển làm Trường Giang Tuần duyệt sứ, đóng ở Từ Châu. Sau khi Viên Thế Khải xưng đế, đã phong Trương tước Nhất đẳng công. Dù vậy, Trương vẫn một lòng muốn phục vị cho nhà Thanh.
Năm 1916, Viên Thế Khải chết. Trương tuyên bố thành lập Bắc Dương Thất tỉnh Đồng minh tại Từ Châu, không lâu, nhậm chức An Huy Đốc quân, mở rộng Đồng minh 13 tỉnh, âm mưu lập lại nhà Thanh. Tháng 6 năm 1917, tình hình bất ổn, Đại tổng thống Lê Nguyên Hồng phát sinh tranh chấp với Quốc vụ Tổng lý Đoàn Kỳ Thụy (được gọi là sự kiện "phủ viện chi tranh"). Trương được Lê Nguyên Hồng mời dẫn quân về Bắc Kinh để gây áp lực với Đoàn Kỳ Thụy. Được phái Bảo hoàng do Khang Hữu Vy lãnh đạo cổ võ, ngày 1 tháng 7 năm 1917, Trương phát động chính biến, giải tán Quốc hội, đánh đuổi Lê Nguyên Hồng, tuyên bố ủng hộ Tuyên Thống hoàng đế phục tịch, không phục Đế chế, tự nhậm chức Chính vụ Tổng trưởng, kiêm Thủ tịch Nghị chính Đại thần, Trực Lệ Tổng đốc, Bắc Dương Đại thần. Sử liệu thường gọi sự kiện này là "Trương Huân phục tịch" (hay "Biện quân phục tịch", "Đinh Tỵ phục tịch").
Tuy nhiên, chỉ 12 ngày sau, liên minh quân phiệt An Huy của Đoàn Kỳ Thụy phản kích trở lại, đánh bại lực lượng bản bộ của Trương Huân. Trương thua chạy vào tô giới, trốn tại Công sứ quán Hà Lan ở Thiên Tân. Quân Định Võ của Trương bị giải tán, triệt tiêu phiên hiệu. Hoàng đế Tuyên Thống cũng chạy vào tô giới Đức ở Thiên Tân để tị nạn trong một thời gian ngắn.

## Hậu kỳ

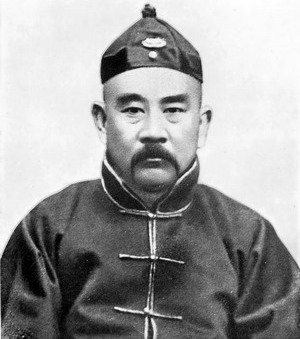
Trương trước năm 1923

Tháng 3 năm 1918, Chính phủ Bắc Dương ra lệnh đặc xá cho Trương Huân. Tuy nhiên, khi đó Trương đã hoàn toàn từ bỏ chính trường. Trương chuyển sang tô giới Đức ở Thiên Tân (nơi cựu hoàng Phổ Nghi từng tị nạn), chuyên tâm nghiên cứu về kinh doanh thực nghiệp. Đại tổng thống Từ Thế Xương, vốn là một cựu quan nhà Thanh, cũng tuyên bố bổ nhiệm Trương làm "Toàn quốc Lâm khẩn Đốc biện" (chức hàm phụ trách khai thác lâm nghiệp toàn quốc), nhưng Trương không nhận.
Ngày 12 tháng 9 năm 1923, Trương qua đời vì bệnh ở Thiên Tân, thọ 68 tuổi, được tiểu triều đình nhà Thanh truy thụy là Trung Võ. Mộ phần của Trương được đưa về an táng ở gia hương huyện Phụng Tân.

## Chính phủ 12 ngày
Sau khi phục tịch, hoàng đế Tuyên Thống đã phong cho Lê Nguyên Hồng tước Nhất đẳng công, phong Trương Huân, Vương Sĩ Trân, Trần Bảo Sâm, Lương Đôn Ngạn, Lưu Đình Sâm, Viên Đại Hóa, Trương Trấn Phương làm Nghị chính Đại thần, phong Vạn Thằng Thức, Hồ Tự Viện làm Nội các Các thừa.
Ngoài ra, cho Lương Đôn Ngạn làm Ngoại vụ bộ Thượng thư, Lôi Chấn Xuân làm Lục quân bộ Thượng thư, Châu Gia Bảo làm Dân chính bộ Thượng thư, Trương Trấn Phương là Độ chi bộ Thượng thư, Vương Sĩ Trân làm Tham mưu bộ Thượng thư.
Từ Thế Xương, Khang Hữu Vy là Bật Đức Viện chính, Phó viện trưởng.
Trương Huân làm Trực Lệ Tổng đốc, Bắc Dương Đại thần, Phùng Quốc Chương làm Lưỡng Giang Tổng đốc, Nam Dương Đại thần, Lục Vĩnh Đình làm Lưỡng Quảng Tổng đốc.